# Цей світ не такий уже й поганий
Цей світ не такий уже й поганий (англ. You Might as Well Live) — канадська кінокомедія 2009 року.

## Сюжет
Після чергової спроби самогубства Роберт Матт опиняється в божевільні. В клініці він несподівано стає справжньою зіркою і улюбленцем персоналу, але недовге щастя закінчується, коли новий психіатр визнає його здоровим. А це значить, що Роберту все-таки доведеться повернутися у ворожий і лякаючий реальний світ і знайти спосіб вижити в ньому.

## У ролях
| Актор           | Роль             |
| --------------- | ---------------- |
| Джошуа Піс      | Роберт Матт      |
| Майкл Медсен    | Клінтон Манітоба |
| Стівен МакХетті | Фред Штайнке     |
| Дов Тіфенбах    | Гершей Гершфілд  |
| Крістен Хагер   | Кукі Де Вітт     |
| Ліана Балабан   | Една Кемпертон   |
| Ґреґ Брик       | Діксі            |
| Ден Летт        | Амберсон Де Вітт |
| Тоні Наппо      | Юджин Ділліон    |
| Кларк Джонсон   | Джордж           |